# Hylophilus decurtatus
Hylophilus decurtatus là một loài chim trong họ Vireonidae.